# Década de 1980
Conforme padronização da norma internacional para representação de data e hora da Organização Internacional de Padronização (ISO), a década de 1980, também referida como década de 80 ou ainda anos 80, compreende o período de tempo entre 1 de janeiro de 1980 e 31 de dezembro de 1989.

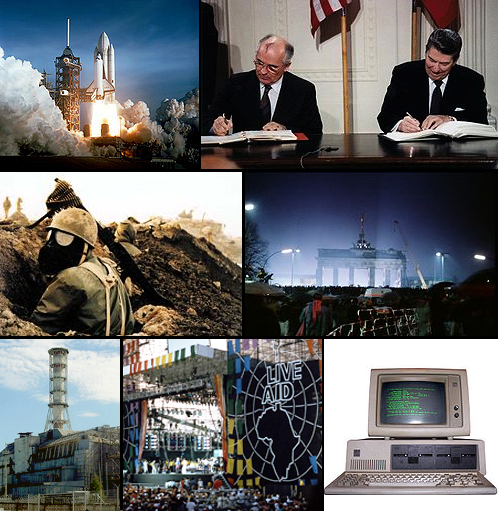
Da esquerda, no sentido horário: O primeiro ônibus espacial, Columbia, decola em 1981; O presidente americano Ronald Reagan e o presidente soviético Mikhail Gorbachov diminuem as tensões entre as duas superpotências, levando ao fim da Guerra Fria; A queda do Muro de Berlim em 1989 é considerada um dos eventos mais importantes da década de 1980; Em 1981, o IBM Personal Computer é lançado; Em 1985, o concerto Live Aid é realizado para financiar os esforços de ajuda no combate à fome na Etiópia durante o período em que Mengistu Haile Mariam governou o país; Ucrânia e grande parte da Europa são cobertas com detritos radioativos do desastre de Chernobyl, em abril de 1986; A Guerra Irã-Iraque leva a mais de um milhão de mortos e US$ 1 trilhão gastos.

## Acontecimentos mundiais
Foi um período bastante marcante para a história do século XX segundo o ponto de vista dos acontecimentos políticos e sociais: é eventualmente considerada como o fim da idade industrial e início da idade da informação, sendo chamada por muitos como a década perdida para a América Latina.

### Guerras internacionais

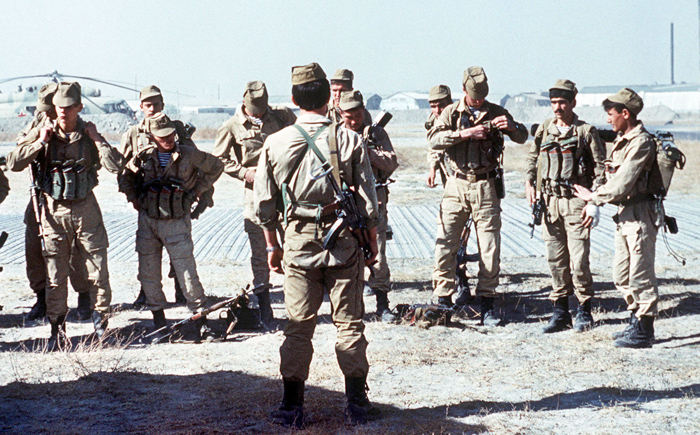
Um grupo de Spetsnaz (forças especiais russas) se preparando antes de partir em uma missão no Afeganistão, 1988.

Nas guerras mais notáveis da época incluem-se;
- A Guerra Fria (1945–1991)
  - Guerra Afegã-Soviética (1979–1989) - uma guerra travada entre a União Soviética e a Resistência Islamista Mujahideen do Afeganistão. Os mujahideen tiveram o apoio de várias fontes que incluem Estados Unidos, Arábia Saudita, Paquistão e outras nações muçulmanas, em contexto com a Guerra Fria e o Conflito regional Índia-Paquistão. O conflito travado no Afeganistão é chamado de "Vietnã da União Soviética". Em 1989 o conflito chegou ao fim, com a derrota da União Soviética. Alguns estudiosos acreditam que o custo econômico e militar deste conflito contribuiu consideravelmente para o colapso da União Soviética em 1991.
  - Invasão de Granada (1983) - a invasão de Granada em 1983 comandada pelos Estados Unidos, desencadeada por um golpe de estado que depôs um breve governo revolucionário. A invasão bem sucedida levou a uma mudança de governo, mas foi controversa devido a acusações a respeito do imperialismo americano, a política de Guerra Fria, o envolvimento de Cuba, o estado instável do governo de Granada e ao status do pais como parte da Commonwealth.
- Conflito Israelo-Árabe (Princípio do século XX - presente)
  - Guerra do Líbano de 1982 – O Governo de Israel ordenou uma invasão como resposta à tentativa de assassinato contra o embaixador israelita no Reino Unido, Shlomo Argov pela Organização Abu Nidal, e devido aos ataques terroristas constantes, no norte de Israel, por parte de organizações sediadas no Líbano. Depois do ataque à OLP, assim como a forças sírias, de esquerda e muçulmanas libanesas, Israel ocupou o sul do Líbano e mais tarde cercou a OLP em Beirute ocidental, submetendo-os a um bombardeamento pesado.
  - A Guerra Irão-Iraque decorreu entre 1980 e 1988. O Iraque era acusado de usar armas químicas ilegais contra forças iranianas e os seus próprios dissidentes curdos. Ambos os lados sofreram inúmeras baixas, mas o pobremente equipado exército iraniano sofreu mais por isso, sendo obrigado a usar jovens de 15 anos como soldados em ataques. O Irã finalmente concordou com o armistício em 1988.
- A Argentina invadiu as Ilhas Falkland (ou Ilhas Malvinas, como são conhecidas nos países de língua castelhana), desencadeando a Guerra das Malvinas. Decorreu de 2 de Abril de 1982 a 14 de Julho de 1982, entre a Argentina e o Reino Unido, sendo que as forças britânicas lutaram de modo a recuperar a possessão das ilhas. O Reino Unido saiu vitorioso desta guerra e na sua posição na cena internacional, além da longa e decadente reputação de potência colonial recebeu um impulso inesperado. Por outro lado, a junta militar da Argentina foi humilhada pela derrota. Seu líder, Leopoldo Galtieri, foi deposto três dias depois do fim do conflito. Uma investigação militar conhecida como relatório Rattenbach recomendou, que este deveria ser executado.
- Os Estados Unidos lançaram um bombardeio aéreo sobre a Líbia em 1986, em retaliação ao apoio desta a ataques terroristas a pessoal dos EUA na Alemanha e na Turquia.
- A  Guerra de fronteira sul-africana entre a África do Sul e a aliança entre Angola, Namíbia e Zâmbia terminou em 1989, pondo um termo a trinta anos de conflito.
- Os EUA estiveram comprometidos com vários conflitos, direta ou indiretamente, durante a década de 1980, fosse através de alianças com vários grupos num vasto número de países da América Central e do Sul, sob o pretexto de se opor à disseminação do comunismo e de por fim ao tráfico de drogas. O governo americano auxiliou as tentativas do governo colombiano de destruir a vasta rede de tráfico ilegal de cocaína do país e apoiou o governo militar de direita na guerra civil de El Salvador, que gerou controvérsia depois do massacre de El Mozote a 11 de Dezembro 1981, em que paramilitares salvadorenhos, treinados pelos Estados Unidos, mataram 1000 civis. Os EUA, juntamente com membros da Organização dos Estados das Caraíbas Orientais, invadiram Granada em 1983. Em 1986 irrompeu o caso Irã-Contras, no qual figuras chave da CIA facilitaram o tráfico de armas para o Irão, que estava sujeito a um embargo internacional de armamento, para assegurar a libertação de reféns e para financiar os Contras nicaraguenses. Em Dezembro de 1989 começou uma acção militar dos EUA para derrubar o presidente do Panamá, Manuel Noriega.
- A Batalha de Cuito Cuanavale foi parte da Guerra Civil de Angola e da Guerra de fronteira sul-africana, e deu-se de 1987 a 1988. A batalha envolveu a maior luta em África desde a Segunda Guerra Mundial, entre forças militares de Angola, Cuba (forças expedicionárias) e Namíbia, contra forças militares da África do Sul e dos dissidentes angolanos da UNITA.
- A Guerra de Nagorno-Karabakh entre o Azerbaijão e a Arménia começou em 1988 e durou 6 anos.

### Guerras civis e de guerrilha
Os conflitos internos mais notáveis nesta década foram:
- O Protesto na Praça da Tiananmen em 1989, na República Popular da China, em que manifestantes pró-democracia exigiam reformas políticas. Os manifestantes foram esmagados pelo Exército de Libertação Popular.
- A Primeira Intifada na Faixa de Gaza e na Cisjordânia começou em 1987 quando palestinos montaram um protesto em larga escala contra a presença militar israelita nos dois territórios, que os palestinos reclamam como seus. A Intifada depressa se tornou violenta quando o exército de Israel e os militantes da Palestina lutaram pelo controle dos territórios em disputa. A Primeira Intifada continuaria até terem início as negociações de paz entre a Organização pela Libertação da Palestina (OLP) e o estado de Israel, em 1993.
- Guerra Civil Libanesa (1975–1990) - Ao longo da década, o Líbano esteve debaixo de uma guerra civil entre a facção cristã e a muçulmana.
- A Frente de Libertação Nacional Socialista Kanak deu início a uma campanha violenta pela independência da Nova Caledónia.
- As tentativas do Greenpeace de monitorizar testes nucleares franceses em Moruroa foram interrompidas pelo afundamento do Rainbow Warrior.
- A Segunda Guerra Civil Sudanesa irrompe em 1983, entre o governo muçulmano do Sudão, a norte, e os rebeldes seccionistas não-muçulmanos, no Sudão do Sul. O conflito continua até aos nossos dias através do genocídio do Darfur.
- O Peru enfrentou o início de um conflito interno pelo Movimento Revolucionário Túpac Amaru, de índole comunista, em 1980, que continuaria até aos finais da década de 1990.
- O ditador haitiano Jean-Claude Duvalier foi derrubado por uma revolta popular a 6 de fevereiro de 1986.

### Golpes
Os golpes de estado mais proeminentes da década incluem:
- A Nigéria sofreu múltiplos golpes militares em 1983 e em 1985.
- Sitiveni Rabuka encenou dois golpes militares nas Ilhas Fiji em 1987.

### Ameaças nucleares
- Operação Ópera - em 1981 um ataque aéreo surpresa israelita destruiu um reactor nuclear iraquiano em construção, em Osirak. A inteligência militar de Israel assumiu que este teria o propósito de produzir plutónio no programa de armas nucleares do Iraque. Os serviços secretos de Israel também acreditavam que o verão de 1981 seria a sua última hipótese de destruir o reactor antes de ele ser carregado com combustível nuclear.
- A decisão do Presidente Ronald Reagan de estacionar misseis nucleares de médio alcance na Europa Ocidental provocou uma vaga de protestos que envolveram mais de um milhão de pessoas.
- A Guerra Fria entre EUA e URSS quase se transformou em um holocausto nuclear por causa de uma falha nos sistemas de vigilância soviéticos. Em 26 de setembro de 1983, um satélite enviou ao centro de comando um falso alarme, indicando que os EUA haviam disparado cinco mísseis balísticos em direção ao bloco. Investigações posteriores indicaram que a falha foi  causada pela má interpretação de reflexos da luz solar em nuvens.[3]
- Acidente nuclear de Chernobil.
- Acidente radiológico de Goiânia com o Césio 137, em setembro de 1987, o maior acidente radioativo do Brasil e o maior que não envolveu usina nuclear. Triste episódio para muitas famílias em Goiania, Estado de Goiás.

### África
- O Zimbábue torna-se independente e deixa de ser colónia do Reino Unido em 1980.
- Acontece a Segunda guerra civil sudanesa.
- Os Estados Unidos bombardeiam a Líbia em 1986 por acusar o país de apoiar grupos terroristas.
- O Presidente egípcio Anwar Sadat é assassinado em um desfile militar no Cairo, em 6 de outubro de 1981.
- A Fome de 1984-1985 na Etiópia resulta em esforços internacionais para ajudar o povo etíope, incluindo o famoso concerto Live Aid, em Julho de 1985.
- Na África do Sul, após o recrudescimento do regime de segregação racial, denominado apartheid, toma posse, em 1989, o Presidente

Os presidentes Mikhail Gorbatchov e Ronald Reagan deram um ponto final à Guerra Fria

Frederick de Klerk, dando início a profundas mudanças para o fim do sistema de segregação racial, o qual escravizou e segregou milhões de negros sulafricanos.

### Américas
- Dez mil cubanos procuram asilo político na embaixada peruana em Havana em 1980.
- O músico John Lennon, líder dos Beatles, é assassinado em 1980 em Nova York no Estados Unidos
- É realizado um referendo no Canadá pela separação parcial ou não da província de Quebec do resto do país, em que acaba sendo decido por 59,56% que optaram pela não separação.
- Morre o renomado ator mexicano Ramón Valdés, considerado um dos grandes atores mexicanos e mundialmente famoso por sua representação de Seu Madruga na série El Chavo del 8 (Chaves).

## Fatos marcantes

### Ciência e Tecnologia
- Desenvolvido o IBM PC e o Apple Macintosh e as primeiras interfaces gráficas: o XFree86, Windows e o MacOS;
- Equipe conjunta da Philips e Sony, liderada por Kees Schouhamer Immink e Toshitada Doi desenvolvem o CD;
- Lançamento da estação espacial MIR, da União Soviética;
- Popularização dos BBSs;
- Início da fabricação dos PCs (estes ainda muito primitivos), dos walkmans e videocassetes;
- Início do Software Livre (Projeto GNU, Free Software Foundation);
- Descoberta e avanço da AIDS.
- Em 1989, o cientista da computação britânico Tim Berners-Lee propôs pela primeira vez a World Wide Web, que ele desenvolveria nos próximos anos.

### Política

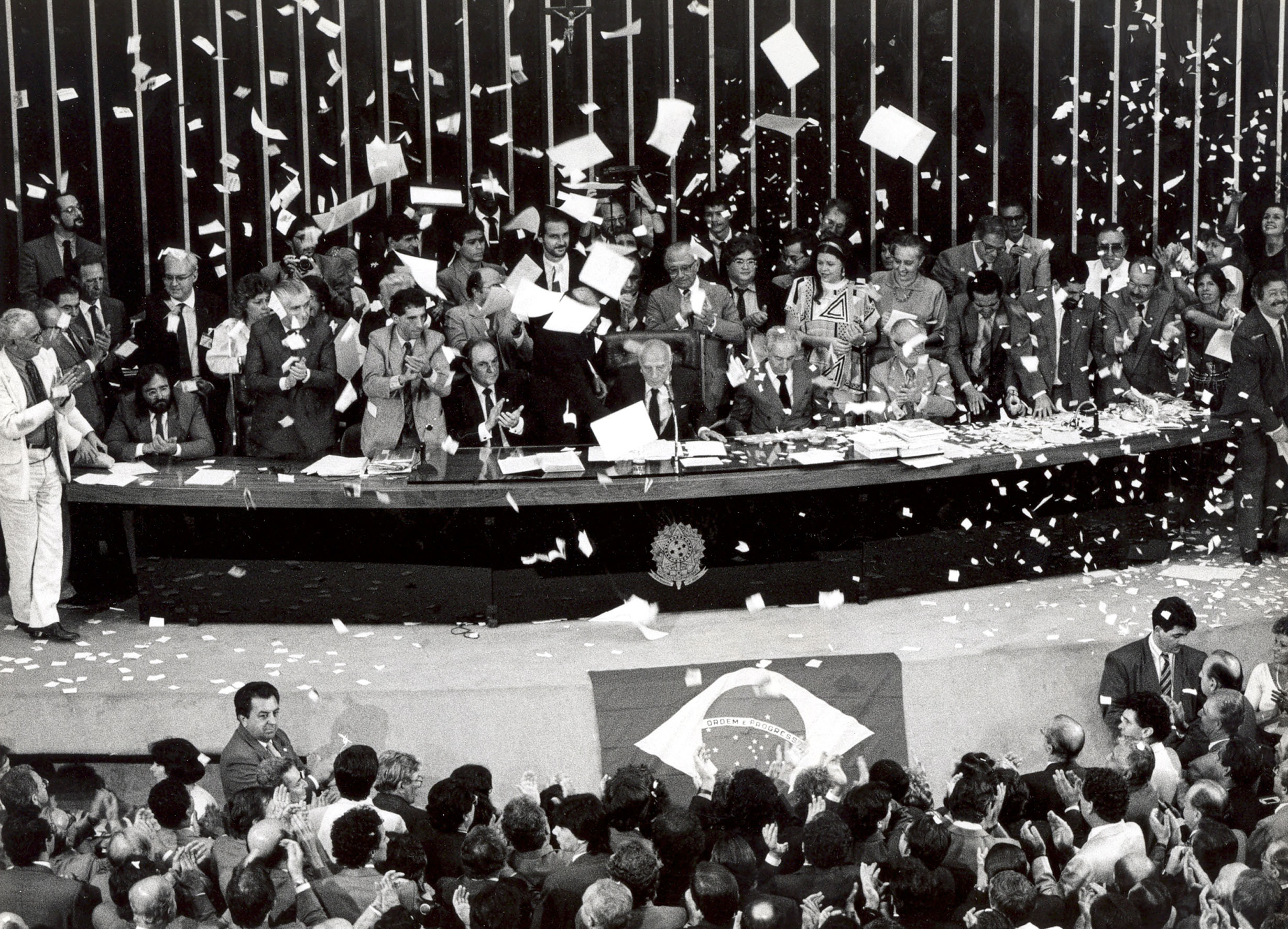
Promulgação da Constituição de 1988. Foto: Agência Brasil.

#### No Brasil
- Fundação do Partido dos Trabalhadores (1980);
- Atentado do Riocentro (1981);
- Rondônia, em 1981, Amapá e Roraima (em 1988) deixam de ser territórios e passam a ser estados do Brasil;
- Tancredo Neves é eleito presidente nas primeiras eleições indiretas desde o Golpe de Estado no Brasil em 1964. Porém morre antes de assumir o cargo. Assume o vice-presidente José Sarney (1985);
- Fim da ditadura militar (1985);
- Plano Cruzado (pacote econômico) para combater a inflação (1986);
- Promulgação da Constituição brasileira de 1988, em vigor até os dias atuais;
- Criação do estado de Tocantins, em 1988;
- A primeira eleição direta para presidente da república, após o termino do regime militar (1989).

#### No mundo
- Atentado contra o Papa João Paulo II (1981);
- Ronald Reagan é presidente dos Estados Unidos (de 1981 a 1989);
- Margaret Thatcher é primeira-ministra do Reino Unido (de 1979 a 1990);
- Casamento do Príncipe de Gales, de 33 anos, com Lady Diana Spencer, de 20. Assistido mundialmente por centenas de milhões de telespectadores, é considerado o “casamento do século XX” e foi comparado a um contos de fadas. Consequentemente, "Lady Di" se tornaria uma das mulheres mais famosas, influentes e adoradas do mundo e o casal se separaria após uma série de polêmicas, sob intenso escrutínio da mídia internacional.
- Queda do Muro de Berlin (1989).
- Ascensão de Ali Khamenei como líder Supremo do Irã (1981)

## Música
A década de 1980 inicia-se com a volta de John Lennon aos estúdios de gravação. O álbum Double Fantasy é considerado um dos melhores de sua carreira. Canções de sucesso como "Woman" e "(Just Like) Starting Over" devolvem o líder e fundador dos Beatles às paradas de sucesso após 5 anos sem lançar discos. Mas na noite de 8 de Dezembro, ao voltar das sessões de gravação do seu próximo álbum, Lennon era esperado à entrada de sua residência no The Dakota, em Nova York, por Mark Chapman, um dos incontáveis fãs que sempre estavam de prontidão esperando por ele. Apenas algumas horas antes, Lennon havia autografado a capa do LP Double Fantasy para Chapman. Ao chegar a entrada do prédio, Lennon foi alvejado com cinco tiros, dados pelas costas, por Chapman, que dizia querer roubar a fama do ídolo. Lennon morreu na traseira de um carro de polícia alguns minutos depois, aos 40 anos de idade.
Os anos 1980 são conhecidos também como a década dos sintetizadores, música eletrônica e da moda colorida e futurista. Nesta época, a new wave e o synth-pop se tornaram gêneros musicais mais populares, assim como toda a estrutura da dance music. A new wave e o synth-pop foram desenvolvidos por muitos artistas britânicos e americanos e se tornaram fenômenos populares ao longo da década. Entre as bandas de sucesso na época expoentes destes gêneros estavam Alphaville, Depeche Mode, A-ha, Blondie, Tears for Fears, Duran Duran e os Pet Shop Boys.
Surge a MTV e o hip hop; o advento da música eletrônica nas pistas de dança e as primeiras raves. No underground é criado o rótulo "música industrial" para bandas eletrônicas mais experimentais e obscuras, além de diversas bandas de rock de garagem que dariam origem ao grunge na década de 1990.
Michael Jackson foi definitivamente o maior ícone da década de 1980. Com imagem e estilos marcados por suas jaquetas de couro, luva, e o passo Moonwalk, fora muitas vezes imitado. Seu famoso álbum de 1982, Thriller, tornou-se o mais comercializado de todos os tempos, com vendas estimadas entre 65 e 110 milhões de cópias em todo o mundo.
Madonna foi a maior estrela e símbolo feminino dos anos 1980, com os primeiros anos da carreira marcados por controvérsias e aplicações de tendências ao mainstream, que partiam desde a sonoridade dançante de suas músicas à moda, com seus marcantes crucifixos, luvas sem dedo e cabelos alvoraçados de raízes escuras. Foi a cantora que mais vendeu álbuns e singles durante a década, acumulando até a época um total de 70 milhões de discos vendidos e uma enorme quantidade de sucessos que tornaram-se atemporais.
O heavy metal recebeu inúmeras vertentes ainda mais rápidas e pesadas, como o thrash metal, speed metal e o black metal. Alguns exemplos que se consagram na década neste gênero do rock foram as bandas Iron Maiden e Judas Priest, os grupos Metallica, Slayer, Megadeth e Anthrax no thrash metal. Conservando as raízes do hard rock, também merecem destaque os longos períodos de sucesso que tiveram as bandas Bon Jovi, Van Halen, AC/DC, Guns N' Roses, Def Leppard, Whitesnake e Scorpions. Em Portugal Xutos & Pontapés e GNR. No Brasil, a banda Golpe de Estado.
Outras inúmeras bandas de rock e pop surgiram nos anos 1980: A-ha, U2, The Police, Duran Duran. Algumas, surgidas em meados dos anos 1970, só se consolidaram na década de 1980.
A década também foi marcada pelo revival rockabilly, iniciado na década anterior, a banda Stray Cats é a principal representante desse revival e é classificada como neo-rockabilly.
Como o termo disco saiu de moda nos primeiros anos da década, gêneros como pós-disco, italo disco, euro disco, Hi-NRG e dance-pop tornaram-se mais populares.
Inspirada em experimentações de batidas dos anos 1970, principalmente da disco music, teve como principais representantes: Bomb the Bass, S'express, gino latino, Coldcut, entre outros. Logo no início dos anos 1980 surgiu no underground a subcultura gótica na Inglaterra, denominada inicialmente como "dark" no Brasil.

### Artistas mais notórios
- Michael Jackson, com o álbum Thriller, que foi o mais vendido da história. Ele conseguiu ser o primeiro cantor do mundo a emplacar 5 músicas de um mesmo álbum no topo da Billboard Hot 100, com o disco Bad. Também é o responsável por inventar videoclipe moderno, se tornando o maior artista da década e arrastando prêmios por cima de prêmios, elevando a cultura pop toda a um patamar jamais visto;
- Madonna, que mudou o cenário musical, tornando-se a cantora de maior referência no gênero pop desde então. Foi a maior artista feminina da década, atingindo picos inigualáveis de venda na época com seus aclamados álbuns: Like a Virgin, True Blue e Like a Prayer, que tocaram em pontos pouco debatidos na época como: gravidez na adolescência, feminismo e religião, fazendo com que a hitmaker quebrasse tabus, tornando estes assuntos cada vez mais contemporâneos;
- Dentre outras artistas importantes desta mesma fase estão: Olivia Newton-John, Cher, Debbie Gibson, Cyndi Lauper, Tina Turner, que voltou ao mundo da música lançando um novo álbum (Private Dancer), e mais nomes como: Boy George, Sheena Easton, Air Supply, Kylie Minogue, Janet Jackson, George Michael, Kenny Loggins, Lionel Richie, David Bowie, Whitney Houston, Bonnie Tyler, Paula Abdul, Irene Cara, Kenny Rogers, Prince, Billy Idol, Bruce Springsteen, Laura Branigan, Kim Carnes, Kim Wilde, Bryan Adams, Kate Bush, Frank Sinatra The Pointer Sisters, Pet Shop Boys, Berlin, Roxette, Tiffany, Gary Numan, Teena Marie e muitos outros.

### No Brasil

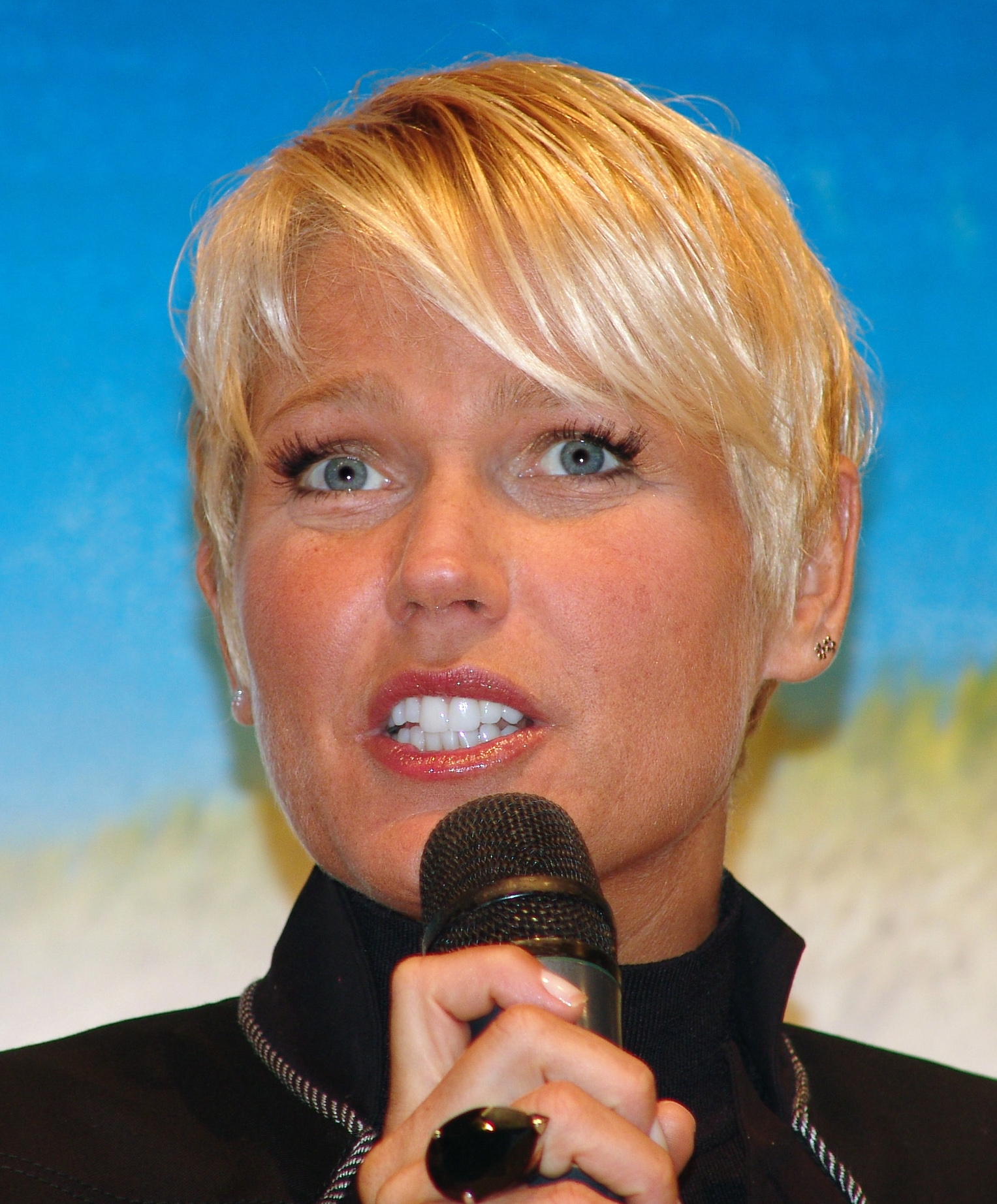
Xuxa se tornou um fenômeno no Brasil e America Latina durante as décadas de 80 e 90.

A década de 1980, embora chamada de "década perdida" pelos economistas latino-americanos, inclusive pelos brasileiros, por causa da estagnação econômica e da inflação descontrolada, não foi, de forma alguma, um período de retrocesso em outros campos. Pode não ter tido o charme dos anos 1950, com a bossa nova, que fez a cabeça do Primeiro Mundo, ou a intensidade dos anos 1960, com a música e o teatro de protesto e com  o irreverente movimento tropicalista.
Musicalmente, é a década da consolidação de diversos cantores e bandas nacionais: RPM, Ultraje a Rigor, Titãs, Legião Urbana, 14 Bis, Barão Vermelho, Kid Abelha, Ira!, Capital Inicial, Paralamas do Sucesso, Blitz, Lulu Santos, entre outros.
Na TV faziam sucesso o seriado mexicano Chaves, o humorístico TV Pirata e o infantil Balão Mágico. As crianças e os adolescentes brincavam com o videogame Atari e o jogo Genius. Em 1986, estreou na TV Globo o Xou da Xuxa, considerado um marco revolucionário na história da televisão brasileira. Dividido em diversos blocos, com desenhos, musicais, apresentações de dança e teatro, brincadeiras, jogos e premiações; além de quadros como Madame Caxuxá e Vovuxa. Também distribuía muitos presentes e recebia centenas de cartas diariamente. O último Xou da Xuxa foi ao ar em 31 de dezembro de 1992 e no total foram exibidos 2 mil programas.
Aconteceu também o Rock in Rio (1985). É inaugurado o Sambódromo da cidade do Rio de Janeiro, em 1984. Consolidavam-se o estilo musical da MPB, ou Música Popular Brasileira (surgido na segunda metade da década de 1960), e as bandas de música pop e de rock and roll. A MPB consagrou a posição de destaque das vozes femininas na música brasileira; entre os fenômenos individuais destacam-se: Simone, que foi a maior vendedora de discos de toda a década, Marina Lima, Elba Ramalho, Maria Bethânia, Zizi Possi, Fafá de Belém, Elis Regina, Gal Costa, Rita Lee  e Joanna. Alguns dos principais destaques masculinos foram  os compositores-cantores Caetano Veloso, Chico Buarque, Milton Nascimento, Tom Jobim, Guilherme Arantes, Flávio Venturini, Ivan Lins e Gilberto Gil e Tim Maia.

#### Estilos
- O movimento new wave influenciou a música, cultura, moda, comportamento, cinema e artes plásticas;
- O art deco passa por um revival e tem grande valorização na arquitetura;
- A Arquitetura high-tech continua sendo um dos principais estilos, um exemplo de edifício construído na década é a Torre HSBC;
- O heavy metal que surgiu no final da década de 1960 se torna uma grande e cultuada vertente do rock nos anos 1980. Bandas de heavy metal britânicas formam a New wave of British Heavy Metal;
- A música eletrônica ganha identidade;
- O rádio e a televisão são o principal meio de disseminação da cultura pop.

#### Moda
- Durante o início dos anos 1980, viu-se uma continuação dos estilos de roupas do final dos anos 1970, e só evoluiu para algo mais exagerado e futurístico durante os anos seguintes;
- A década ficou caracterizada pelo uso de roupas exageradas e muito coloridas, blusas largas, a predominância da cor néon, cabelos super volumosos ou com cortes em estilo mullet, jeans rasgados ou lavados com ácido, calças de cintura alta justíssimas ou semi-baggys e as famosas ombreiras;
- A cor preta tornou-se cada vez mais popular nas vestimentas;
- No público feminino as tendências eram usar e abusar das ombreiras e dos babados e acessórios (brincos e pulseiras), conjuntos jeans (com jaquetas e calças de mesma lavagem), top cropped e minissaias e leggings das mais diversas cores e cabelos com bastante permanente. A maquiagem pesada era fundamental, se destacando pelo uso excessivo de blush (chamado de rouge na época). Entre outras necessariedades encontravam-se as sapatilhas de plástico, polainas, botas e sapatos de bico e saltos finos fizeram parte do cenário estilístico do início ao fim da década;
- Já para os homens, eram leis enormes jaquetas (jeans ou de couro), os famosos shortinhos curtos, jeans de cintura alta e também blazers com ombreiras. Óculos escuros com armações quadradas eram os mais cobiçados. Tênis esportivos, mocassins e all-stars eram essenciais dentre calçados masculinos.

#### Outros
- O Automóvel Volkswagen Fusca deixa de ser produzido, em 1986;
- O Automóvel Fiat Uno é lançado em 30 de abril de 1984.

### Tendências
- A boneca repolhinho
- Aeróbica
- Cores neon
- Os smurfs
- Os ursinhos carinhosos
- He-man

## Líderes

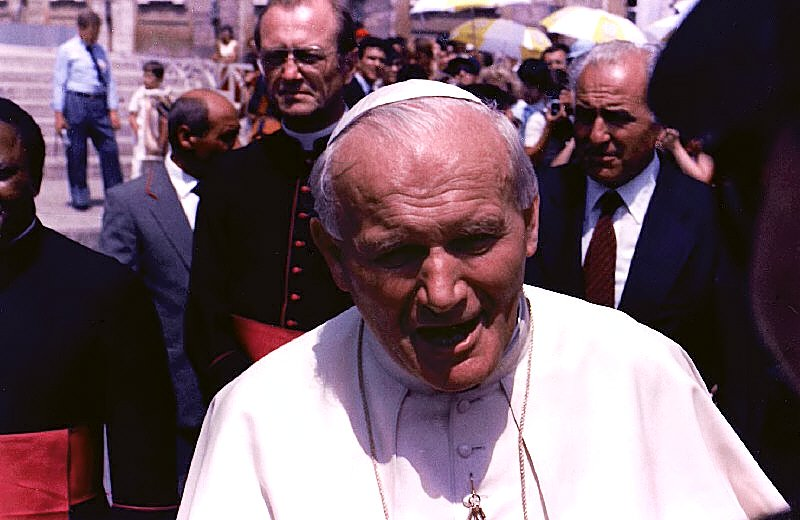
Papa João Paulo II na Praça de São Pedro em 1985.

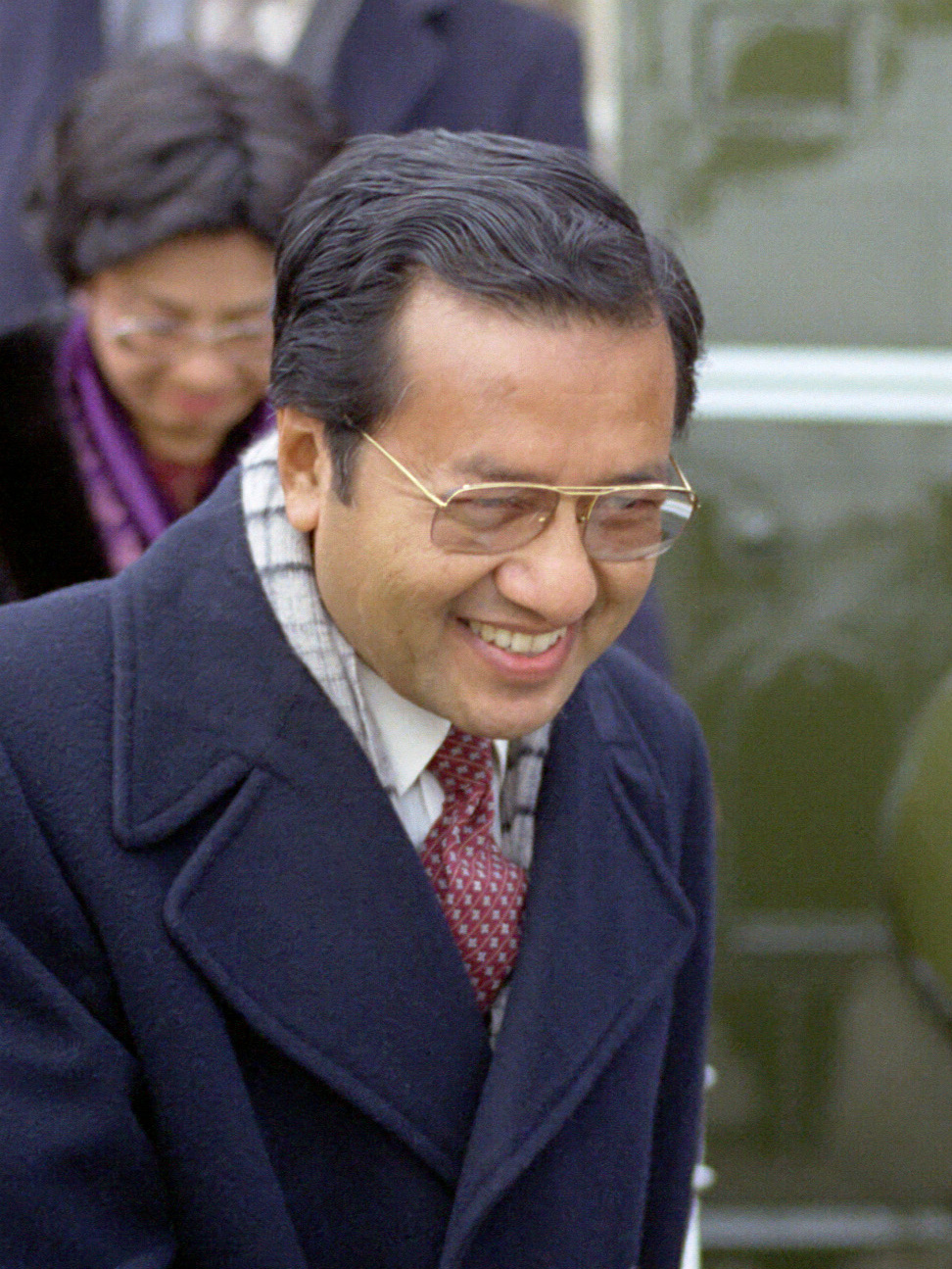
O primeiro-ministro da Malásia, Mahathir bin Mohamad, fotografado em 1984

| - Papa João Paulo II, papa da Igreja Católica - Deng Xiaoping, líder da China - Kim Il-sung, presidente da Coreia do Norte - Mahathir bin Mohamad, primeiro-Ministro da Malásia - Leonid Brezhnev, líder da União Soviética - Mikhail Gorbachev, líder da União Soviética - Jimmy Carter, presidente dos Estados Unidos - Ronald Reagan, presidente dos Estados Unidos - George H. W. Bush, presidente dos Estados Unidos - Pierre Trudeau, primeiro-ministro do Canadá - Brian Mulroney, primeiro-ministro do Canadá - Hirohito, imperador do Japão - Rei Juan Carlos, rei da Espanha - François Mitterrand, presidente da França - Helmut Kohl, chanceler da Alemanha Ocidental - Erich Honecker, presidente da Alemanha Oriental - Amintore Fanfani, primeiro-ministro da Itália - Indira Gandhi, primeira ministra da Índia - Reynaldo Bignone, presidente da Argentina - Raúl Alfonsín, presidente da Argentina - Augusto Pinochet, presidente do Chile - Fidel Castro, presidente de Cuba - Rainha Elisabete II, rainha da Grã-Bretanha - Margaret Thatcher, primeira ministra da Grã-Bretanha - Fahd bin Abdul Aziz Al-Saud, rei da Arábia Saudita - Ruhollah Khomeini, líder Supremo do Irã - Saddam Hussein, presidente do Iraque - Muammar al-Gaddafi, chefe de Estado da Líbia - Menachem Begin, primeiro-ministro de Israel - Yitzhak Shamir, primeiro-ministro de Israel - Yasser Arafat, líder da Autoridade Palestiniana - António Ramalho Eanes, presidente de Portugal - Mário Soares, presidente de Portugal - João Figueiredo, presidente do Brasil - José Sarney, presidente do Brasil - Thorbjörn Fälldin, primeiro-ministro daSuécia - Olof Palme, primeiro-ministro da Suécia - Ingvar Carlsson, primeiro-ministro da Suécia |

## Esporte
- Flamengo é campeão mundial em 1981.
- Grêmio é campeão mundial em 1983.
- Jogos Olímpicos de Verão de 1980
- Jogos Olímpicos de Verão de 1984
- Jogos Olímpicos de Verão de 1988
- Copa do Mundo do México de 1986 - campeã: Argentina
- Copa do Mundo da Espanha de 1982 - campeã: Itália
- Los Angeles Lakers/Boston Celtics/Washington Bullets revelam para mundo talentos como Kareem Abdul-Jabbar, Magic Johnson, Michael Jordan, Larry Bird.
- Na Fórmula 1 o Brasil vence quatro vezes o mundial, três com Nelson Piquet em 1981, 1983 e 1987 e uma com Ayrton Senna em 1988.
- Hortência Marcari é eleita pela imprensa americana a "Rainha do Basquete".
- Brasil derrota a URSS em partida histórica de voleibol no Maracanã em 1983.
- Emerson Fittipaldi vence as 500 milhas de Indianápolis em 1989. Neste mesmo ano é campeão da CART.

## Diversão eletrônica
Na década de 1980 a Sega e a Nintendo gradualmente substituíram o Atari, que monopolizava a indústria dos consoles e videogames no início da década, mas na metade desta começou a ser superado pelas duas empresas japonesas, finalizando a década com a Sega e Nintendo monopolizando o mercado de diversão eletrônica e iniciando uma espécie de corrida "armamentista" que marcaria a década seguinte. Nessa década jogos como Pac-Man, Super Mario Bros., The Legend of Zelda, Donkey Kong, Frogger, Digger, Tetris, Golden Axe e Sega Moonwalker tornaram-se populares, fazendo sucesso até hoje. Foi também nessa década que ocorreu o crash dos videogames de 1983.